# RULE (アルバム)
『RULE』（ルール）は、土屋アンナの3枚目のアルバム。

## 解説
オリジナルアルバムとしては、前作より約2年振りのリリースとなる。

## 収録曲

### CD
1. Introduction 
  - 作詞：ANNA／作曲：原田ナオ
2. She Hates Me 
  - 作詞・作曲・編曲：原田ナオ
3. Atashi 
  - 作詞：ANNA／作曲・編曲: Yusuke Itagaki

11thシングル
4. Brave vibration 
  - 作詞：Michiko Motahashi／作曲・編曲：COZZi

10thシングル
資生堂「ANESSA」2009年度CMソング
エイベックス・グループ・ホールディングス「ミュゥモ」CMソング
日本テレビ系『音楽戦士 MUSIC FIGHTER』2009年6月度オープニングテーマ
テレビ朝日系『プロマーシャル』タイアップソング
5. Believe in Love  
  - 作詞：ANNA／作曲・編曲：Paul Drew
6. 暴食系男子!!  
  - 作詞：Jam／作曲・編曲：PE'Z
7. MY BATTLE 
  - 作詞：ANNA／作曲・編曲：Stuart Crichton
8. NEVER EVER  
  - 作詞：Michiko Motahashi／作曲：Fredrik Bostrom／編曲：Yusuke Itagaki
9. Human Clay 
  - 作詞：ANNA／作曲・編曲：Lisa Greene
10. JUDGE  
  - 作詞：ANNA
11. GUILTY  
  - 作詞：Michiko Motahashi／作曲：LUCA／編曲：CHOKUbich

ソニー・ピクチャーズ エンタテインメント配給アニメ映画『バイオハザード ディジェネレーション』エンディングテーマ
12. Shout in the rain 
  - 作詞：宮崎歩／作曲：ダニエル・フローレス／編曲：アンジェリカ・ライリン

12thシングル
13. Voice of butterfly  
  - 作詞：ANNA／作曲：Maiko Kawabe・Yuichi Hamamatsu／編曲：CHOKUbich
14. HEY YOU! 
  - 作詞：大宮エリー／作曲：赤松隆一郎／編曲：和田耕平

11thシングルのカップリング
15. GUN! GUN! LOVE! 
  - 作詞：ANNA／作曲：赤松隆一郎／編曲：和田耕平

12thシングルのカップリング

### DVD
1. Brave vibration -MUSIC CLIP-
2. Atashi -MUSIC CLIP-
3. Shout in the rain -MUSIC CLIP-
4. Believe in Love -MUSIC CLIP-
5. 暴食系男子!! -MUSIC CLIP-